# Pierre Rode
Jacques-Pierre-Joseph Rode, född 16 februari 1774 i Bordeaux, död 25 november 1830 på slottet Bourbon nära Damazan (i departementet Lot-et-Garonne), var en fransk violinvirtuos och tonsättare.
Rode, som var elev av Viotti, blev soloviolinist vid Stora operan i Paris och 1795 professor vid det nyupprättade konservatoriet, trots att han mest tillbringade sin tid på konsertresor (i Holland, England, Tyskland, Spanien). År 1800 blev han soloviolinist hos förste konsuln, och 1803–08 vistades han i Sankt Petersburg som soloviolinist hos Alexander I. Det ansträngande livet och klimatet där angrep honom så, att hans spel därefter var blott en skugga av hans glansperiod. Likväl konserterade han 1811 i Tyskland och Österrike (där Beethoven för honom skrev violinromansen, op. 50), stannade i Berlin, där han gifte sig 1814 och återvände 1820 till sin födelseort.
Rodes spel anslöt sig, om än mera moderniserat, till Viottis och glänste liksom dennes med sångbar behandling av violinen samt en okonstlad och verksam passagebildning. På Louis Spohr gjorde han så mäktigt intryck, att denne en tid uteslutande bildade sig efter honom. Hans kompositioner äger ännu anseende bland violininister, i synnerhet a-mollkonserten, G-durvariationerna och de 24 kapriserna. Han skrev 13 konserter, 4 stråkkvartetter, 8 "quatuors brillants", duetter, etyder med mera. Han ägnades en biografi av Arthur Pougin (1874).